# Colline Apistiskutawasitanuch
La colline Apistiskutawasitanuch est une colline située à environ 185 km à l'est de Kuujjuarapik en Jamésie, au Québec, au Canada.

## Toponymie
Le nom Apistiskutawasitanuch provient de la langue crie et veut dire « partie d'une colline utilisée pour un portage ».
Le toponyme colline Apistiskutawasitanuch a été officialisé le 5 septembre 1985 par la Commission de toponymie du Québec.

## Géographie
Cette colline borde la rive sud de la Grande rivière de la Baleine. La partie nord s'élève à 335 mètres d'altitude et sur la partie sud, plus plane, se trouve un lac.